# Sheep (三浦大知の曲)
「Sheep」（シープ）は、日本の歌手、三浦大知の楽曲。2023年11月15日に配信限定シングルとしてリリースされた。

## 概要
- 11月13日、本楽曲が11月15日に先行配信リリースされることが発表された[1]。2024年1月24日に発売されるニューアルバム「OVER」に収録される新曲。
- 作詞は三浦自身が担当し、作曲はこれまでも数々の三浦の楽曲を手掛け、最近では朝ドラ『ちむどんどん』の主題歌「燦燦」や、「だいち」シリーズ衛星のイメージソング「ALOS」の作曲も務めた、プロデューサーのUTAと三浦が担当した。
- 2023年9月から開催している全国ホールツアー「DAICHI MIURA LIVE TOUR 2023 OVER」にて初披露されている。
- 11月27日22時より、ミュージックビデオが公式YouTubeに公開された。

## 収録曲と規格
| #         | タイトル  | 作詞      | 作曲         | 時間 |
| --------- | --------- | --------- | ------------ | ---- |
| 1.        | 「Sheep」 | 三浦大知  | UTA 三浦大知 | 3:02 |
| 合計時間: | 合計時間: | 合計時間: | 合計時間:    | 3:02 |

## ミュージックビデオ
監督
motherfucko
振付
三浦大知
ダンサー
iona, Hana Kinoshita, Shiryu

## タイアップ
日本テレビ系「DayDay.」2024年1月エンディングテーマ

## 収録アルバム
| 収録アルバム | 発売日        | 備考                  |
| ------------ | ------------- | --------------------- |
| OVER         | 2024年2月14日 | 7thオリジナルアルバム |